# السلف (تعز)
السلف هي إحدى قرى الجمهورية اليمنية. وهي تتبع جغرافيًا لمحافظة تعز. وإداريًا لمديرية سامع. يبلغ تعداد سكانها 1258 نسمة حسب الإحصاء الذي جرى عام 2004.